# Сафар
Сафар (араб. صفر‎) — второй месяц мусульманского календаря.

## Этимология
О значении названия месяца существует две теории: первая говорит, что название произошло от ṣufār («желтый»), так как в сафар желтели листья. В те времена существовал солнечный календарь. Другая теория вытекает из значения сафар как sifr («ноль, пустой»), после мухаррама. Во время войны на пути к месту боя были заброшенные поселения.

### 4 день
- 37 г.х. — смерть в битве при Сиффине сына халифа Умара, Убайдаллаха, главы сирийских йеменитов Зуль-Кала, Аммара ибн Ясира и Абдуллаха ибн Будайла[1].

### 7 день
- 691 г.х. — рождение ханбалитского правоведа Ибн Каййима аль-Джаузия[2]

### 21 день
- 702 год — смерть Ибн Дакика аль-Ида[3].